# ألين كوفيرت
ألين كوفيرت (بالإنجليزية: Allen Covert) مواليد 13 أكتوبر 1964 في ويست بالم بيتش، الولايات المتحدة، هو ممثل وكوميدي أمريكي بدأ مسيرته الفنية سنة 1989.

## الأعمال
- هابي غيلمور
- رجل السلك
- لم تقبل من قبل
- الأب الكبير
- إدارة الغضب
- ذا كينغ أوف كوينز
- أول 50 موعد غرامي
- أطول يارد
- أنا الآن أعلن أنكما تشاك ولاري
- ذي هاوس باني

## روابط خارجية
- ألين كوفيرت على موقع IMDb (الإنجليزية)
- ألين كوفيرت على موقع ألو سيني (الفرنسية)
- ألين كوفيرت على موقع ميوزك برينز (الإنجليزية)
- ألين كوفيرت على موقع أول موفي (الإنجليزية)
- ألين كوفيرت على موقع قاعدة بيانات الأفلام السويدية (السويدية)
- ألين كوفيرت على موقع إن إن دي بي (الإنجليزية)
- ألين كوفيرت على موقع ديسكوغز (الإنجليزية)
- ألين كوفيرت على موقع قاعدة بيانات الفيلم (الإنجليزية)
- ألين كوفيرت على موقع كينوبويسك (الروسية)